# Hossein Shahabi

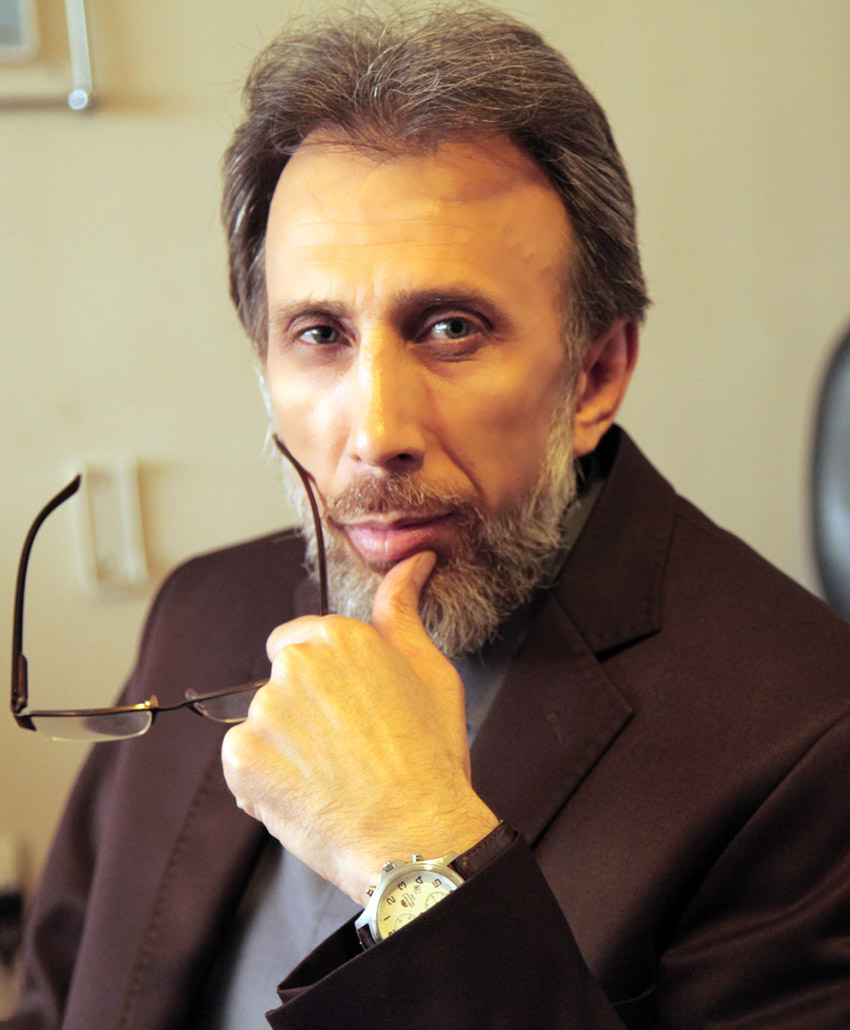
Hossein Shahabi (2014)

Hossein Shahabi (persisch حسین شهابی; geboren am 28. November 1967 in Täbris, Iran; gestorben am 22. Januar 2023) war ein iranischer Filmregisseur, Filmproduzent und Drehbuchautor.

## Leben
Nach Abschluss des Studiums der klassischen Musik an der Universität Teheran gab er Privatunterricht in seinem Fach. 1996 drehte er seinen ersten Kurzfilm Hundred Times Hundred, einen Film anlässlich des 100-jährigen Jubiläums des Kinos. Hierfür erhielt er einen Preis beim One Off Festival, das auch anlässlich des Jubiläums gehalten wurde. Seitdem schrieb, inszenierte und produzierte er 20 Kurzfilme, zehn fiktionale Motive (Videos auf dem iranischen Markt) und drei Features für das Theater. Er gewann nationale und internationale Preise.
The Bright Day (2013) war sein Debüt, das gut von den Kritikern empfangen wurde. Es wurde in vier Kategorien der Fajr International Film Festival, Teheran (Februar 2013) nominiert und gewann zwei Ehrendiplome. The Bright Day hatte seine internationale Premiere beim Wettbewerb des  Mar del Plata Film Festivals (2013) und gewann den Astor-Preis. Der Film wurde auch auf Festivals wie 3 Sydney Film Festival,  28. Boston Film Festival, 21. Houston Film Festival, 18. Washington DC Film Festival, 29. Los Angeles Film Festival und The Rice und UCAL  University gespielt. Beim 24. Film Festival Iran gewann The Bright Day den Preis für „Bester Produzent“ und „Bester Film“.

## Filmografie (unvollständig)
- 2012: für mahdi (بخاطر مهدی)
- 2013: Der helle Tag (روز روشن)
- 2014: Auktion (حراج)
- 2017: Die Krebszeit  (دوران سرطانی)
- 2017: Bedingte Freisetzung (آزاد به قید شرط)

### Experimentalfilme

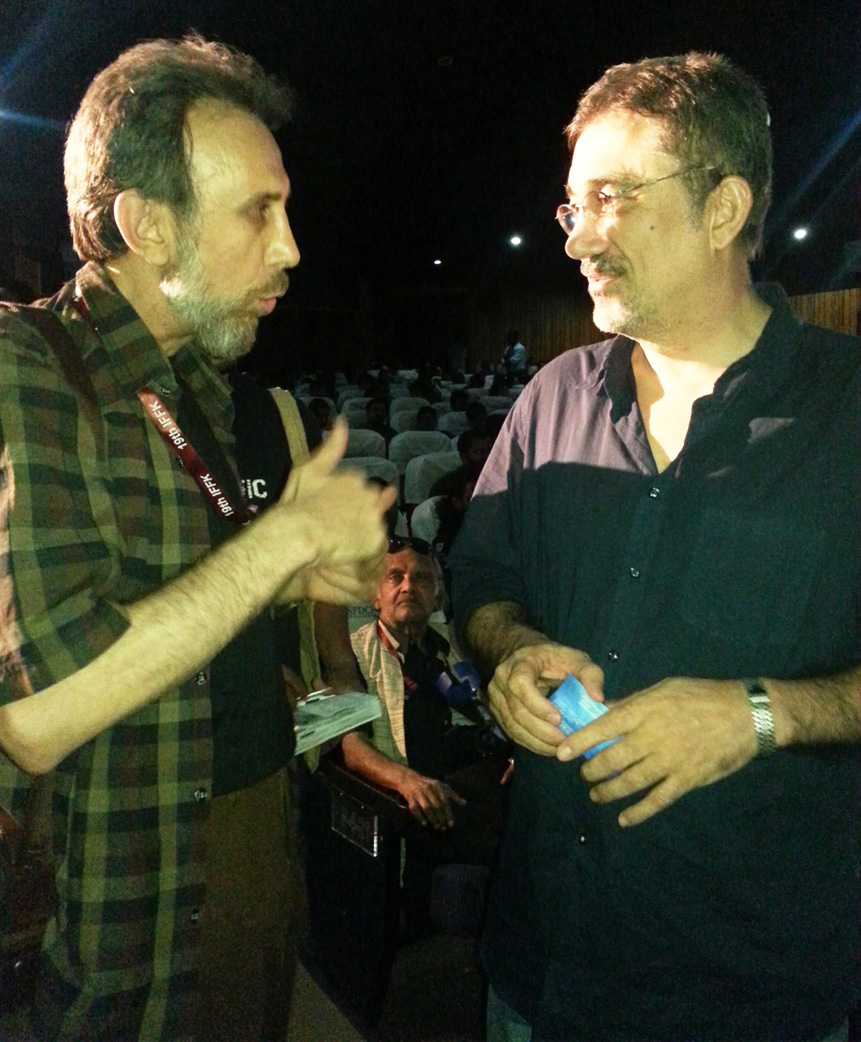
Hossein Shahabi & Nuri Bilge Ceylan, 2014

| Jahr | Deutscher Titel    | Originaltitel | Transkription   |
| ---- | ------------------ | ------------- | --------------- |
| 1996 | Licht Footprint    | رد پاي نور    | radepaye noor   |
| 1997 | Tunnel 18          | تونل ١٨       | toonele 18      |
| 1998 | Geist              | شبح           | shabah          |
| 2000 | Kriege und Schatz  | جنگ و گنج     | jang o ghanj    |
| 2001 | Foto               | عكس           | aks             |
| 1995 | Hundertmal hundert | صدبرابرصد     | sad barabarsad  |
| 1995 | Aufzug             | آسانسور       | asansor         |
| 1997 | Highlights         | سايه روشن     | saye roshan     |
| 2000 | Votiv              | نذري          | nazri           |
| 2001 | Echo               | پژواك         | pejhvak         |
| 2001 | Regen-Baum         | درخت باراني   | derakhte barani |
| 2008 | Last Word          | حرف آخر       | harfe akhar     |

## Auszeichnungen (Auswahl)
- 2013: Auszeichnung für das beste Drehbuch des 31. Fajr International Film Festival für den Film Der helle Tag
- 2014: Filmpreis der 24. Filmfestspiele von Chicago für Der helle Tag
- 2014: Auszeichnung „Silberfasan“ als Best Debut Director für Der helle Tag der 19. Internationalen Filmfestspiele Kerala[4]